# Hilde-Katrine Engeli
Hilde-Katrine Engeli, née le 4 août 1988 à Dombås, est une snowboardeuse norvégienne spécialisée dans les épreuves de slalom parallèle et slalom géant parallèle. En 2011, elle devient championne du monde du slalom parallèle à La Molina.

## Palmarès

### Jeux olympiques
| Édition/Discipline | slalom géant parallèle | slalom parallèle |
| JO de Sotchi 2014  |                        |                  |

### Championnats du monde
Médaille d'or du slalom parallèle aux Mondiaux 2011 à La Molina (Espagne).

### Coupe du monde
- Meilleur classement en snowboardcross : 9e en 2013.
- 1 podiums dont 1 victoire à Arosa, le 16 mars 2013.

### Championnats du monde juniors
- Médaille d'or du slalom géant parallèle à Valmalenco en 2008